# راديو سكوب
إذاعة راديو سكوب هي إذاعة لبنانية تبث باللغة الأجنبية من بيروت. تأسست عام 1998 م.مصطفى إبراهيم 

## موجاتها
- تبث راديو سكوب على موجة 100.9 أف أم لتغطي بيروت الشمال والجنوب.
- على موجة 100.9 أف أم لتغطي البقاع.